# الفراعنة الرومان

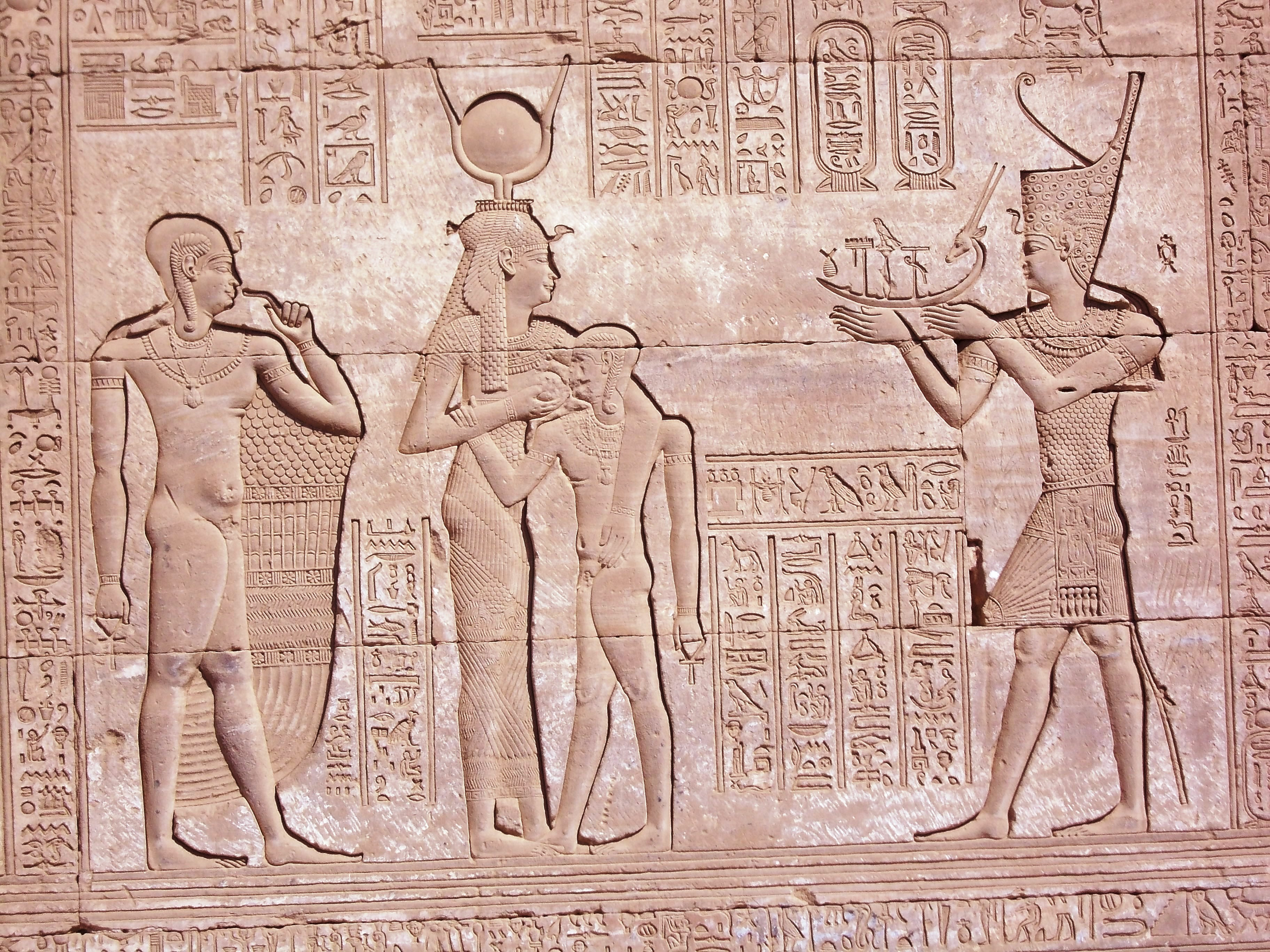
تحرير

يعنى بمصطلح الفراعنة الرومان، أو كما يشار إليه نادرًا بالأسرة الرابعة والثلاثين في مصر القديمة، الأباطرة الرومان بصفتهم حكام مصر، وخصوصًا في علم المصريات. بعد اندماج مصر في الإمبراطورية الرومانية في عام 30 قبل الميلاد، استمر الشعب، وكهنة البلاد بصفة خاصة، بالإشارة إلى الأباطرة الرومان بكونهم فراعنة، موائمين إياهم مع ألقاب فرعونية قديمة ومصورين إياهم بزيّ فرعوني تقليدي، وكانوا يمارسون الأنشطة الفرعونية التقليدية، وأعملًا فنية وتعبدية في جميع أنحاء مصر.
رغم أن المصريين أنفسهم اعتبروا الرومان فراعنة لهم وخلفاء شرعيين للفراعنة القدماء، إلا أن الأباطرة أنفسهم لم يتبنوا قط أية ألقاب أو تقاليد فرعونية خارج مصر، إذ كان يصعب تبرير تبنيها في العالم الروماني عمومًا. ربما لم يعر معظم الأباطرة كثيرًا من الاهتمام بالمكانة التي منحهم إياها المصريون، إذ نادرًا ما زار الأباطرة المقاطعة أكثر من مرة في حياتهم. لم يعترف بدورهم كملوك-أرباب سوى من قبل المصريين أنفسهم فقط. تناقض ذلك إلى حد كبير مع السلالة السابقة من الفراعنة في المملكة الهلنستية البطلمية، الذين قضوا معظم حياتهم في مصر، متخذين مدينة الإسكندرية مركز حكمهم. حكم الفراعنة البلاد من داخل مصر قبل اندماجهم في الإمبراطورية في العصر الفرعوني المتأخر. إلا أن حكم مصر الرومانية اختلف عن حكم المقاطعات الرومانية الأخرى، إذ اختار الأباطرة حكام المناطق، وغالبًا ما نظروا لكونها مقتنيات شخصية أكثر من كونها مقاطعات.
رغم عدم الإشارة لجميع الأباطرة الرومان كفراعنة، إلا أن الدين المصري السائد آنذاك تطلب وجود فرعون يعمل وسيطًا بين البشر والآلهة. تبين أن الرومان الذين كانوا ينظر إليهم كفراعنة هم الحل الأكثر بساطة، وكان الأمر شبيهًا بما كان ينظر للفرس على أنهم فراعنة قبل قرون (الأسرة المصرية السابعة والعشرون والأسرة المصرية الحادية والثلاثون).
رغم بقاء مصر جزءًا من الإمبراطورية الرومانية حتى الفتح الإسلامي على يد الخلافة الراشدية سنة 641 ميلادية، إلا أ، آخر امبراطور روماني منح لقب الفرعون هو مكسيمينوس دازا (استمر حكمه بين عامي 311 و313 ميلادية). في ذلك الوقت، انحدرت النظرة تجاه الرومان بكونهم فراعنة مع مرور الزمن نظرًا لكون مصر على أطراف الإمبراطورية الرومانية (على النقيض من النظرة الفرعونية التقليدية لمصر باعتبارها مركز العالم). أدى انتشار المسيحية في الإمبراطورية في القرن الرابع، وتحويل العاصمة المصرية الإسكندرية إلى مركز مسيحي رئيسي، إلى إنهاء التقليد بشكل حاسم، إذ لم يتوافق الدين الجديد مع الاقتضاء التقليدي لإطلاق لقب الفرعون.

## تاريخ
كانت كليوباترا السابعة على علاقة بالحاكم الروماني يوليوس قيصر والجنرال الروماني مارك أنطوني، لكن مصر أصبحت مقاطعة من مقاطعات الجمهورية الرومانية بعد انتحارها سنة 30 قبل الميلاد (بعد هزيمة مارك أنطوني على يد أوكتافيان، الذي أصبح لاحقًا الإمبراطور أغسطس قيصر). منح الأباطرة الرومان اللاحقون لقب الفرعون فقط خلال تواجدهم في مصر. وبذلك، لم ينظر إلى جميع الأباطرة الرومان بكونهم فراعنة. رغم قرار أوكتافيان بألا يضع التاج الفرعوني بعد فتحه لمصر، وهو ما كان من الصعب تبريره للإمبراطورية الأوسع بالنظر إلى الكم الهائل من الدعاية التي نشرها حول السلوك «الشاذ» الحاصل بين كليوباترا وأنطوني، إلا أن السكان الأصليين في مصر اعتبروه الفرعون الذي خلف كليوباترا وقيصر. صوّر أوكتافيان، الذي يدعى أغسطس، في الزي الفرعوني التقليدي (مرتديًا تيجان مختلفة وكلتّية (شبيه بالتنورة))، وتمت التضحية بالمتاع إلى مختلف الآلهة المصرية في وقت مبكر حوالي العام 15 قبل الميلاد، وهي موجودة في معبد دندور، الذي بناه غايوس بترونيوس، حاكم مصر الروماني. حتى قبل ذلك، منح أغسطس ألقاب ملكية في نسخة مصرية من لوحة تذكارية تعود للعام 29 قبل الميلاد صنعها كورنيليوس غالوس، على الرغم من عدم ذكر ألقاب ملكية في النسخ اللاتينية أو اليونانية لنفس النص.
بخلاف الفراعنة البطلميين والفراعنة من سلالات أجنبية سابقة أخرى، نادرًا ما كان الأباطرة الرومان حاضرين فعليًا في مصر. وبذلك كان تبرير الدور التقليدي للفرعون، بوصفه تجسيدًا حيًا للآلهة والنظام الكوني، أصعب إلى حد ما؛ إذ نادرًا ما زار الإمبراطور المقاطعة أكثر من مرة في حياته، وهو ما يشكل تناقضًا حادًا مع الفراعنة السابقين الذين أمضوا أغلب حياتهم في مصر. حتى في ذلك الوقت، كانت مصر ذات أهمية كبيرة للإمبراطورية، حيث كانت خصبة للغاية وأغنى منطقة في حوض البحر الأبيض المتوسط. حكمت مصر على نحو مختلف عن الأقاليم الأخرى، وعاملها الأباطرة وكأنها ملكية شخصية أكثر من كونها مقاطعة؛ إذ أمسك الحاكم بزمام الأمور وأدارها دون تدخل من قبل مجلس الشيوخ الروماني. لم يعين أي عضو في مجلس الشيوخ حاكمًا على مصر، بل حتى منعوا من زيارة المقاطعة دون إذن تصريح.
كان فسبازيان أول إمبراطور يظهر في مصر منذ أغسطس. أشيد به فرعونًا في الإسكندرية؛ مرحبًا به بوصفه الإسكندر العظيم في محفل زيوس-آمون في واحة سيوة، توّج فسبازيان بكونه ابن الخالق الإله آمون (زيوس-آمون)، على طريقة الفراعنة القدماء، وتجسيدًا للإله سيرابيس على طريقة البطلميين. كما اقتضى الفرعون السابق، برهن فسبازيان عن اصطفائه الإلهي بالطرق التقليدية المتمثلة في البصق على رجل أعمىً مشلول والدوس عليه، وبذلك يشفيه بأعجوبة.
بالنسبة للمصريين، تطلب دينهم وجود فرعون يعمل وسيطًا بين الآلهة والبشر. وبذلك استمر اعتبار الأباطرة فراعنة لإثبات ذلك كونه الحل الأكثر بساطة، متجاهلين الوضع السياسي الفعلي، بنفس الطريقة التي نظر إليها المصريون نحو الفرس أو اليونانيين قبل الرومان. كفلت الطبيعة المجردة للدور الذي لعبه هؤلاء «الفراعنة الرومان» إظهار كهنة مصر ولاءهم لعاداتهم التقليدية وأيضًا لحاكم البلاد الأجنبي الجديد على حد سواء. تجاهل الأباطرة الرومان أنفسهم في الأغلب المكانة التي منحهم إياها المصريون؛ إذ استمرت ألقابهم في اللغتين اللاتينية واليونانية بكونها رومانية فقط (إمبراتور باللاتينية وبغاطر في اليونانية)، ولم يعترف بدورهم كآلهة ملوك إلا من قبل المصريين أنفسهم محليًا.
إذ صارت المسيحية مقبولة أكثر فأكثر داخل الإمبراطورية، لتصبح في النهاية دين الدولة، لم يعد بإمكان الأباطرة قبول التبعات التقليدية لكونهم فراعنة (وهو الدور الذي تأصل بثبات في الدين المصري) وبحلول أوائل القرن الرابع، صارت الإسكندرية نفسها، التي كانت عاصمة مصر منذ زمن الإسكندر الأكبر، مركزًا رئيسيًا للمسيحية. عند تلك النقطة، انحدرت النظرة تجاه الرومان بكونهم فراعنة مع مرور الزمن؛ حيث تناقض وجود مصر على أطراف الإمبراطورية الرومانية مع النظرة الفرعونية التقليدية باعتبارها مركز العالم. بدا ذلك واضحًا في الألقاب الفرعونية الإمبراطورية؛ رغم حصول الأباطرة الأوائل على ألقاب ملكية صريحة شبيهة بمن سلفهم من الفراعنة الأصليين والبطلميين، لم يعطى الأباطرة من كومودوس (الذي استمر حكمه بين عامي 180 و192 ميلادية) ومن خلفه سوى أسماء شخصية، لكنها بقيت تنقش ضمن خراطيش بالهيروغليفية (كما كل أسماء الفراعنة). رغم استمرار وجود أباطرة رومان لقرون، حتى سقوط القسطنطينية سنة 1453 ميلادية، واستمرار مصر بكونها جزءًا من الإمبراطورية الرومانية حتى عام 641 ميلادية، إلا أن آخر إمبراطور روماني منح لقب الفرعون هو مكسيمينوس دازا (استمر حكمه بين عامي 311 و313 ميلادية).